# Landolphia parvifolia
Landolphia parvifolia är en oleanderväxtart som beskrevs av Karl Moritz Schumann. Landolphia parvifolia ingår i släktet Landolphia och familjen oleanderväxter. Utöver nominatformen finns också underarten L. p. johnstonii.